# Muzeum Prehistorii w Walencji
Muzeum Prehistorii w Walencji (hiszp. Museo de Prehistoria de Valencia; ca. Museu de Prehistòria de València) – muzeum znajduje się w Walencji (Hiszpania). W swych zbiorach posiada  zabytki archeologiczne od okresu paleolitu do epoki Wizygotów.
Od 1982 roku muzeum ma swą siedzibę w dawnym Domu Miłosierdzia (La antigua Casa de la Beneficencia) wybudowanym w 1841 roku z górującym nad całością kościołem w stylu bizantyjskim z 1881 roku.
W roku 1995, po zakończeniu prac restauratorskich prowadzonych przez Rafael'a River'a, nastąpiło uroczyste otwarcie budynku. Dawny Dom Miłosierdzia, aktualnie Muzeum Prehistorii składa się z parteru i dwóch pięter rozmieszczonych wokół pięciu dziedzińców. Na parterze znajduje się sklep, kawiarnia, dwie sale wystawowe przeznaczone na wystawy czasowe, sale dydaktyczne, magazyny oraz laboratorium restauratorskie i laboratorium fauny czwartorzędowej, a także gabinety i pomieszczenia Zespołu Badań nad Prehistorią (Servicio de Investigación Prehistórica), podczas gdy kościół przekształcono w audytorium. Na pierwszym piętrze mieści się biblioteka i sale z wystawami stałymi poświęconymi paleolitowi, neolitowi i epoce brązu. Na drugim piętrze wystawy stałe poświęcone są kulturze iberyjskiej i światu rzymskiemu.

## Godziny otwarcia
Muzeum otwarte jest codziennie z wyjątkiem poniedziałków i świąt, od godziny 10:00 do 20:00. Wstęp wolny.
Zajęcia dydaktyczne w muzeum prowadzone są od wtorku do piątku w godzinach 10:00-14:00, a także we wtorki i czwartki 16:00-18:00.

## Zespół Badań nad Prehistorią

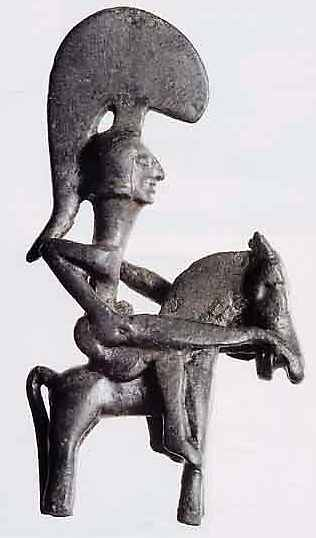
Wojownik z Moixent pochodzący z La Bastida de les Alcusses, Mogente (Moixent), iberyjska figurka z brązu. Przechowywana w Muzeum Prehistorii w Walencji

Zespół Badań nad Prehistorią (SIP) z Diputación de Valencia oraz Muzeum Prehistorii zostały założone w 1927 roku na prośbę Isidro Ballester'a Tormo jako instytucja naukowa poświęcona badaniom, ochronie i promocji dziedzictwa archeologicznego Walencji. Przy projekcie pracowało wielu znanych hiszpańskich archeologów: Lluís Pericot, Domingo Fletcher i Enrique Pla, którzy kierowali SIP, czy też Miquel Tarradell, Milagros Gil-Mascarell i Carmen Aranegui, którzy z nim współpracowali. Od momentu powstania, SIP intensywnie rozwija prace w terenie na stanowiskach archeologicznych takich jak: La Bastida de les Alcuses (Mogente), La Cova Negra (Játiva), La Cova del Parpalló (Gandía), czy El Tossal de Sant Miquel (Llíria). Materiał uzyskany z tych wykopalisk szybko stworzył kolekcję, której wartość naukowa i dziedzictwo kulturowe sprawiły, że SIP i Muzeum Prehistorii stały się jednymi z najważniejszych pod tym względem w Hiszpanii.
Obecne projekty badawcze obejmują wszystkie etapy prehistorii i starożytności  Walencji. Najważniejsze prace skupiają się na Jaskini Bolomor w pobliżu Tabernes de Valldigna, gdzie odkryto ludzkie szczątki, będące najstarszymi na terenie Walencji. Prowadzone są również wykopaliska na stanowiskach eneolitycznych Fuente Flores i Cinto Mariano (Requena), w osadzie z epoki brązu Lloma de Betxí (Paterna), w osadach iberyjskich La Bastida de les Alcuses i Los Villares (Caudete de las Fuentes), jak i w iberyjsko-rzymskim mieście La Carencia (Turís).

## Biblioteka SIP
Biblioteka SIP powstała równolegle do Muzeum Prehistorii w Walencji w 1927 roku. Jest to specjalistyczna biblioteka, która rozpoczęła swą działalność poprzez nabywanie zbiorów oraz przyjmowanie darowizn. Podczas zbierania zasobów książkowych podzielono je następująco: prace ogólne, prace traktujące o prehistorii i archeologii przed powstaniem SIP oraz prace dotyczące najnowszych osiągnięć archeologii. Od samego początku planowano stworzenie sieci wymiany publikacji, w celu zwiększenia liczby kopii i udostępniania własnych publikacji. Początkiem tego projektu miało być wydanie "Archivo de Prehistoria Levantino", ale z powodu problemów finansowych SIP minęło 16 lat między opublikowaniem pierwszego i drugiego wydania, w wyniku czego materiały te zamieszczono w Raportach Rocznych.
Biblioteka SIP jest otwarta we wtorki i czwartki 8:30-14:30 oraz w poniedziałki, środy i piątki 8:30-14:30.

### Publikacje
Zadaniem SIP jest również rozpowszechnianie wyników swoich badań za pośrednictwem publikacji naukowych, redagowanie czasopisma SIP  Archivo de Prehistoria Levantina oraz serii monograficznej Serie de Trabajos Varios, a także wydawanie katalogów z wystaw, broszur, książek edukacyjnych, monografii itp.